# Raison d'Être
- Slå upp Raison d'Être i ordlistan Wiktionary.

Raison d'Être är ett svenskt band som bildades 1991 och som består av en medlem; Peter Andersson. Bandet spelar en form av dark ambient musik, som är väldigt dyster och långsam. Bandet hade ett kontrakt med det numera avvecklade skivbolaget Cold Meat Industry och har släppt flera skivor via det bolaget.
Själva namnet är ett franskt uttryck och betyder ungefär "anledning till att vara".

## Diskografi
- Après nous le Déluge  (Kassett, 1992)
- Prospectus I  (CD, 1993)
- Sacral Wounds  (VHS, 1994)
- The Ring of Isvarah  (Kassett, 1994)
- Conspectus  (Kassett, 1994)
- Enthralled by the Wind of Loneliness  (CD, 1994)
- Semblance  (Kassett, 1995)
- Within the Depths of Silence and Phormations  (CD, 1995)
- In Sadness, Silence and Solitude  (CD, 1997)
- Reflections from the Time of Opening  (CD, 1997)
- Lost Fragments  (CD-R, 1998)
- Collective Archives  (CD, 1999)
- The Empty Hollow Unfolds  (CD, 2000)
- Lost Fragments  (CD, 2002)
- Requiem for Abandoned Souls  (CD, 2003)
- Reflections from the Time of Opening  (CD, 2005)
- Prospectus I  (Kassett, 2005)
- In Sadness, Silence and Solitude (Re-Issue)  (CD, 2006)
- Metamorphyses  (CD, 2006)
- Live Archive 1  (FLAC/MP3, 2007)
- Live Archive 2  (FLAC/MP3, 2007)
- Enthraled by the Wind of Lonelienes (re-mix)  (FLAC/MP3, 2007)
- Live Archive 3  (FLAC/MP3, 2008)
- The Luminous Experience (Live in Enschede 2008)  (CD, 2008)
- The Stains of the Embodied Sacrifice (CD, 2009)
- When the Earth Dissolves in Ashes (CD, 2012)
- Aprés nous le Déluge  (CD, 2012)
- Collected Works (CD, 2013)
- Mise en Abyme (CD, 2014)
- Feasting in Valhalla (CD, 2014)
- Tales from the Tabula Rasa (early works 1988-1991) (2CD, 2014)
- De Aeris In Sublunaria Influxu (Troum and Raison d'Être) (CD, 2015)
- XIBIPIIO. In and Out of Experience (Raison d'Être and Troum ) (CD, 2017)
- Alchymeia (CD, 2018)